# Andreas Faehlmann
Andreas Faehlmann (* 1898 in Sankt Petersburg, Russisches Kaiserreich; † 10. April 1943 in Bremen oder Coswig, Sachsen) war ein estnischer Segler.
1917 begann Andreas Faehlmann in Petrograd mit dem Segelsport.
Bei den IX. Olympischen Sommerspielen 1928 in Amsterdam war Faehlmann Mitglied der Mannschaft des estnischen Boots Tutti V, das hinter Norwegen und Dänemark die Bronzemedaille in der 6-Meter-Klasse gewann. Seine Mitstreiter waren Nikolai Vekšin, William von Wirén, Eberhard Vogdt und sein älterer Bruder Georg Faehlmann.